# Melolontha tarimensis
Melolontha tarimensis är en skalbaggsart som beskrevs av Semenov 1896. Melolontha tarimensis ingår i släktet Melolontha och familjen Melolonthidae. Inga underarter finns listade i Catalogue of Life.